# Dipterocarpus validus
Dipterocarpus validus är en tvåhjärtbladig växtart som beskrevs av Carl Ludwig von Blume. Dipterocarpus validus ingår i släktet Dipterocarpus och familjen Dipterocarpaceae. Inga underarter finns listade i Catalogue of Life.